# 珊瑚海鮋
珊瑚海鮋，為輻鰭魚綱鮋形目鮋亞目鮋科的其中一種，為亞熱帶海水魚，分布於西南大西洋巴西海域，棲息深度可達100公尺，棲息在底層水域，生活習性不明。

## 扩展阅读
維基物種上的相關：珊瑚海鮋